# Dąbrowa Wielka (jezioro)
Dąbrowa Wielka – jezioro w Polsce, położone w województwie warmińsko-mazurskim, w powiecie ostródzkim, w gminie Dąbrówno. 

## Charakterystyka
Według regionalizacji fizycznogeograficznej Polski jezioro położone jest na Równinie Urszulewskiej, stanowiącej część Pojezierza Chełmińsko-Dobrzyńskiego. Stanowi największe jezioro Pojezierza Chełmińsko-Dobrzyńskiego w dorzeczu Drwęcy.
Linia brzegowa jeziora jest mało urozmaicona, brzegi niskie, w większości bezleśne. 
Jezioro Dąbrowa Wielka łączy się strugą przepływająca przez Dąbrówno z ciągnącym się równolegle jeziorem Dąbrowa Mała.

## Turystyka
Na brzegu południowym jeziora, w Kalborni i Leszczu, znajdują się ośrodki wczasowe.